# مسجد الهداية (سلاغور)
مسجد الهداية (بالملايو: Masjid Al Hidayah ) هو مسجد يقع في القسم الثامن عشر على طول طريق جالان بينانج الأول، يقع المسجد في مدينة شاه عالم عاصمة اقليم سلاغور في ماليزيا، يضم المسجد تيدكا إسلام الهداية وهي مدرسة لرياض الأطفال .

## وصلات خارجية
- موقع مسجد الهداية على الخريطة
- صورة مسجد الهداية